# Związek gmin Gärtringen/Ehningen
Związek gmin Gärtringen/Ehningen – związek gmin (niem. Gemeindeverwaltungsverband) w Niemczech, w kraju związkowym Badenia-Wirtembergia, w rejencji Stuttgart, w regionie Stuttgart, w powiecie Böblingen. Siedziba związku znajduje się w miejscowości Gärtringen, przewodniczącym jego jest Michael Weinstein.
Związek zrzesza dwie gminy wiejskie:
- Ehningen, 7 903 mieszkańców, 17,80 km²
- Gärtringen, 12 116 mieszkańców, 20,21 km²